# Heimler (Film)
Heimler ist ein schwäbischer Neo-Heimatfilm von Filmemacher Bernhard Koch aus dem Jahr 2000.

## Handlung
Heimler erzählt die Erfolgsstory von Gerhard und Frieder, die davon träumen, Stars der Volksmusik zu werden. Auf der Schwäbischen Alb erfinden sie eine neue Liedform: Den Heimler – und mit dem Heimler werden die beiden weltberühmt.

## Produktion
Heimler, das Spielfilm-Debüt des Regisseurs, ist eine No-Budget-Filmproduktion aus Reutlingen. Produzent, Autor, Kameramann und Regisseur Bernhard Koch motivierte mehr als 100 Menschen, am Film unentgeltlich mitzuwirken. Gedreht ist der Film auf Mini-DV, für den Schnitt waren Bernhard Koch und Nils Landmark verantwortlich. Die Heimler Lieder sind von Bernhard Koch, Martin Koch (The Hans) und Albert Glanz komponiert.

## Besetzung
Die Hauptrollen spielen Albert Glanz, Volker Metzger und Andreea Manyak. Unter anderem sind in Gastauftritten lokale Größen wie Helmut Bachschuster, Thomas Felder, Joachim „Daddes“ Gaiser, Dominik Kuhn sowie Friedl Kehrer und Märy Lutz (bekannt als Bronnweiler Weiber) zu sehen.

## Veröffentlichungen
Heimler wurde per Beamer von Beta landauf, landab gezeigt, begleitet von Heimler-Partys: Biberacher Filmfestspiele, Heimler-Party im Franz K. (Reutlingen), Kino im Waldhorn, Rottenburg, Open Air in Trochtelfingen, Filmschau Baden-Württemberg, Eiszeit Kino, Berlin-Kreuzberg.

## Rezeption
In der Presse wird dem Film den Genres „Heimat-Operette“, „Klischee-Trash“ oder „Neo-Heimat-Traktat“ zugeordnet.
Das Schwäbische Tagblatt dagegen meint, Der Heimler habe das Zeug zu einem Kultfilm und schreibt: „Wer nur flüchtig hinschaut, könnte den Film leicht als einen Jux überkandidelter Filmamateure missverstehen. Schwächen im Schauspielerischen […] mögen diesen Verdacht sogar bestätigen. Doch derlei Kleinlichkeiten verstellen den Blick aufs Wesentliche: auf einen fast genialischen Mix aus artifiziellem Trash, augenzwinkernd verabreichter Medienkritik und massiver menschlicher Tragik.“
Filmkritiker Herbert Spaich vom SWR 2 stimmt mit ein: „Aus einem bisschen vom Theater Lindenhof, einem bisschen vom frühen Detlef Buck und einem Schuss Thadäus Troll, aber vorallem [sic!] mit viel eigenem Talent kreierte Bernhard Koch einen saumäßig komischen Film. Heimler ist eine Wohltat angesichts der aufgetakelten Konfektionsware, die die Kinospielpläne landauf, landab dominiert.“
Sabine Vogler von der Berliner Zeitung widmet dem Film eine ausführliche Kritik, in dem sie u. a. die ’Kapielski’sche Spießer-Stillleben’ und die ’hübsche[n] Bilder, die das Provinzielle schmerzhaft genau einfangen’ lobt und kommt dann zu dem Fazit: „So beweist dieser schwäbische Beitrag zur Globalisierung vor allem eines: Schwaben können nicht singen, nicht schauspielern, und jetzt auch noch – keine Filme machen.“
Und das Stadtmagazin Lift aus Stuttgart schreibt: „Seit neun Monaten tourt das Meisterwerk jetzt schon durch die hiesigen Programmkinos, im Reutlinger Raum ist der Trash-Streifen Kult... den vermeintlich ersten Hit, ‚Hosch dai Guck drbei‘, gibt es nun als dancefloor- (oder tanzboden-) tauglichen Remix […] Hupfdohlen fegen den Supermarkt leer – eine Meisterleistung.“